# Polyprion
Pour les articles homonymes, voir Cernier (homonymie).
Genre
Polyprion est un genre de poissons de la famille des Polyprionidae habituellement appelé « cernier ».

## Espèces
- Polyprion americanus (Bloch & Schneider, 1801) - cernier commun
- Polyprion oxygeneios (Schneider & Forster in Bloch & Schneider, 1801)
- Polyprion yanezi de Buen, 1959 - cernier chilien